# Рід Сайто
Рід Сайто (яп. 斎藤氏 — сайто сі) — самурайський рід у Японії періоду Сенґоку у провінції Міно (сучасна префектура Ґіфу). Існувало три гілки цього роду. Є нащадком роду Фудзівара. На початку періоду Сенґоку Сайто був одним з найпотужніших родів Японії.